# Фетисов, Владимир Леонидович
Владимир Леонидович Фетисов (30 марта 1923 — 1998) — советский художник, Член Союза художников СССР, мастер пейзажа. Во время Великой Отечественной войны потерял правую руку.
Родился в городе Мичуринске Тамбовской области. Мать Фетисова Серафима Ивановна. Отец Фетисов Леонид.
После войны проживал в поселке городского типа Салтыковка Балашихинского района Московской области (улица Золотопрудная д.4). Умер в 1998 году.

## Участие в ВОВ
Гвардии лейтенант, командир огневого взвода. 07.12.1943 получил множественные ранения осколками гранаты. Исключен из списков Красной Армии как пропавший без вести. Осенью 1944 года выяснилось, что гвардии лейтенант Фетисов В. Л. был эвакуирован в тыл и проходил лечение в госпиталях городов Родомышль, Курск, Саратов, Москва. Признан не годным к военной службе по причине ампутации правой руки.

### Награды
Медаль За победу над Германией
Орден отечественной войны 1 степени

## Образование
- Московская муниципальная студия для инвалидов Великой Отечественной войны (1952)[2][3]
- Московский государственный академический художественный институт имени В. И. Сурикова (МГАХИ) (1958)[2][3]

Член Союза художников СССР с 1967 года
Рейтинговый художник (4В).

## Выставки
- всероссийская лотерейная выставка (1964)[2]
- областная выставка, посвященная 20-летию Победы над Германией (1965)[2]
- выставка «Защитникам Москвы посвящается» (1966)[2]
- областная выставка «Подмосковье мое» (1968)[2]
- зональная выставка «В едином строю» (1969, 1971)[2]
- республиканская выставка «Советская Россия» (1975)[2]
- зональная выставка «Подмосковье» (1980, 1984, 1990)[2]
- областная юбилейная выставка «50 лет МООСХ» (1996)[2]

## Основные работы
- Москва- утро[2]
- Май[2]
- Ласточка[2]
- Кремль[2]
- Первая зелень[2]
- Древний кремль[2]
- Восход солнца[2]
- Лесная чаща[2]
- Дорога[2]
- Холодный май[2]
- Салтыковка — пруд (1950е)[10][12][13] (на картине изображен Золотой пруд, (Московская область, город Балашиха, улица Золотопрудная). Находится в частной коллекции.
- Москва. Кремль (1962)[1] (расположена в картинной галерее города Балашиха)[14]